# Videogiochi nel 2003

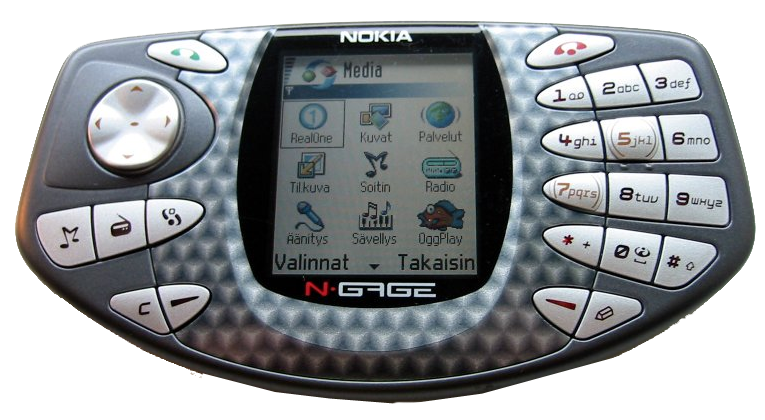
N-Gage

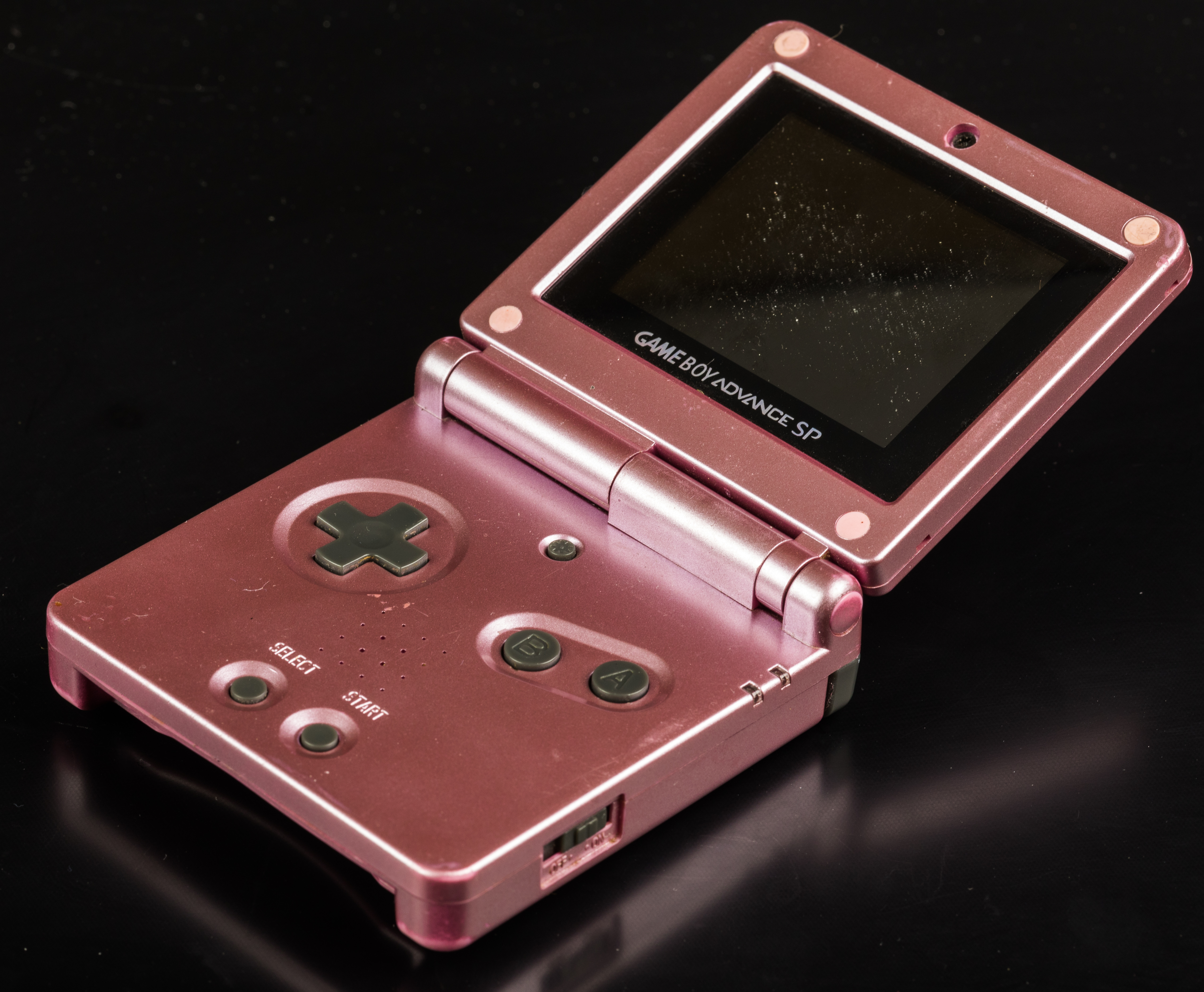
Game Boy Advance SP

Eventi rilevanti avvenuti nell'industria dei videogiochi nel 2003. 
Per un elenco delle voci su giochi usciti nell'anno vedi Categoria:Videogiochi del 2003.

## Eventi
- 14 febbraio — Nintendo mette in vendita il Game Boy Advance SP, un miglioramento della console portatile Game Boy Advance in Giappone.
- 19 febbraio — Microsoft annuncia la chiusura della Connectix Corp.
- Take Two Interactive acquisisce TDK Mediactive, Inc.
- 23 marzo — Nintendo mette in vendita il Game Boy Advance SP nel Nord America.
- 28 marzo — Nintendo mette in vendita il Game Boy Advance SP in Australia ed Europa.
- 1º aprile – Square si fonde con Enix, formando Square Enix.
- Aprile — il Pan European Game Information (PEGI) diventa operativo in Europa.
- 7 maggio — Infogrames rinomina tutte le sue controllate con il marchio Atari.
- Maggio — la The 3DO Company dichiara bancarotta e chiude la sussidiaria New World Computing.
- 12 giugno — viene fondata la Obsidian Entertainment.
- 25 giugno — Data East fallisce.
- 1º agosto — Virgin Interactive viene rinominata in Avalon Interactive dal suo proprietario Titus Software.
- settembre — il Nintendo Entertainment System (NES) e il Super Nintendo Entertainment System (SNES) vengono ufficialmente dismessi a livello mondiale.
- 7 ottobre — Nokia presenta l'ibrido console/telefono N-Gage.
- 29 ottobre — Infinity Ward presenta il gioco Call of Duty primo capitolo della serie omonima.
- 6 novembre — Ubisoft presenta il gioco Prince of Persia: Le sabbie del tempo primo capitolo della serie Le sabbie del tempo, remake della prima saga risalente ad alcuni anni prima.
- dicembre — Interplay chiude la divisione Black Isle Studios.
- Primo prototipo dalla console portatile PlayStation Portable viene mostrata da Sony.
- Nintendo annuncia che la sua console di nuova generazione sarà totalmente compatibile con il GameCube.
- Viene chiusa la Gremlin Interactive.
- Viene chiuso il Silicon Dreams Studio.
- Viene chiuso il Westwood Studios.
- Viene rifondata la SNK sotto il nome di SNK Playmore.
- Activision acquisisce Infinity Ward.

## Vendite
I dieci titoli di maggior successo negli Stati Uniti d'America nel 2003 secondo l'istituto di ricerca NPD Group.
| N° | Titolo                              | Piattaforma | Editore         |
| -- | ----------------------------------- | ----------- | --------------- |
| 1  | Madden NFL 2004                     | PS2         | Electronic Arts |
| 2  | Pokémon Rubino                      | GBA         | Nintendo        |
| 3  | Pokémon Zaffiro                     | GBA         | Nintendo        |
| 4  | Need for Speed: Underground         | PS2         | Electronic Arts |
| 5  | The Legend of Zelda: The Wind Waker | GameCube    | Nintendo        |
| 6  | Grand Theft Auto: Vice City         | PS2         | Rockstar Games  |
| 7  | Mario Kart: Double Dash!!           | GameCube    | Nintendo        |
| 8  | Tony Hawk's Underground             | PS2         | Activision      |
| 9  | Enter the Matrix                    | PS2         | Atari           |
| 10 | Medal of Honor: Rising Sun          | PS2         | Electronic Arts |